# Tanga (Distrikt)
Tanga (auch Tanga CC = City Council oder Tanga Mjini genannt) ist ein Distrikt der Region Tanga im Nordosten von Tansania und umfasst die Regionshauptstadt Tanga mit dem umliegenden Land. Er grenzt im Norden an den Distrikt Mkinga, im Osten an den Indischen Ozean und im Süden und im Westen an den Distrikt Muheza.

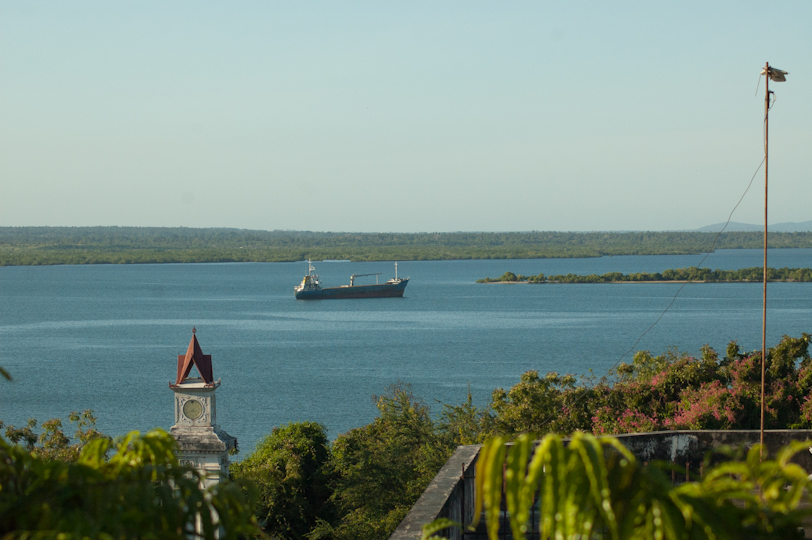
Ein Schiff in der Bucht von Tanga. Rechts im Bild Toten Island.

## Geographie
Der Distrikt hat eine Fläche von 600 Quadratkilometern, wovon etwa ein Zehntel Wasserfläche ist, und rund 393.429 Einwohner (Volkszählung 2022). Das Land erstreckt sich als zwanzig Kilometer breiter Küstenstreifen den Indischen Ozean entlang und liegt nur wenige Meter über dem Meeresniveau. Neben dem Festland gehören die Inseln Toten Island, Yambe und Karange zum Distrikt. Das Klima in Tanga ist tropisch, As nach der effektiven Klimaklassifikation. Es gibt zwei Regenzeiten. Im Monsunregen von März bis Mai fallen 1000 bis 1400 Millimeter Niederschlag, von September bis Dezember regnet es 500 bis 800 Millimeter. Die Temperatur liegt zwischen 24 und 33 Grad Celsius.

## Geschichte
Der Distrikt Tanga wurde bereits in der Kolonialzeit als Bezirk der Nordostprovinz gegründet. Bei der Erlangung der Unabhängigkeit Tansanias im Jahr 1961 wurde er neben Muheza und Mkinga einer der drei Distrikte der Region Tanga. Im Jahr 2005 wurde das Gebiet zum City Council erhoben.

## Verwaltungsgliederung
Der Distrikt ist in 27 Bezirke (Wards) gegliedert:
- Central
- Chongoleani
- Chumbageni
- Duga
- Kiomoni
- Kirare
- Mabawa
- Mabokweni
- Magaoni
- Majengo
- Makorora
- Marungu
- Masiwani
- Maweni
- Mnyanjani
- Msambweni
- Mwanzange
- Mzingani
- Mzizima
- Ngamiani Kaskazini
- Ngamiani Kati
- Ngamiani Kusini
- Nguvumali
- Pongwe
- Tangasisi
- Tongoni
- Usagara

| Die größte ethnische Gruppe im Distrikt sind die Digo. Die Einwohnerzahl stieg von 186.818 im Jahr 1988 auf 242.640 bei der Volkszählung 2002, auf 273.332 im Jahr 2012 und 393.429 im Jahr 2022. Im Jahr 2012 sprachen rund zwei Drittel der Über-Fünfjährigen Swahili, über 22 Prozent Swahili und Englisch, nur etwa zehn Prozent waren Analphabeten. | Die zur Anzeige dieser Grafik verwendete Erweiterung wurde dauerhaft deaktiviert. Wir arbeiten aktuell daran, diese und weitere betroffene Grafiken auf ein neues Format umzustellen. (Mehr dazu) |

- Bildung: Im Distrikt befinden sich 100 Grundschulen und 43 weiterführende Schulen. Von diesen werden 26 staatlich betrieben, 17 gehören religiösen Vereinigungen oder Privatpersonen.[9]

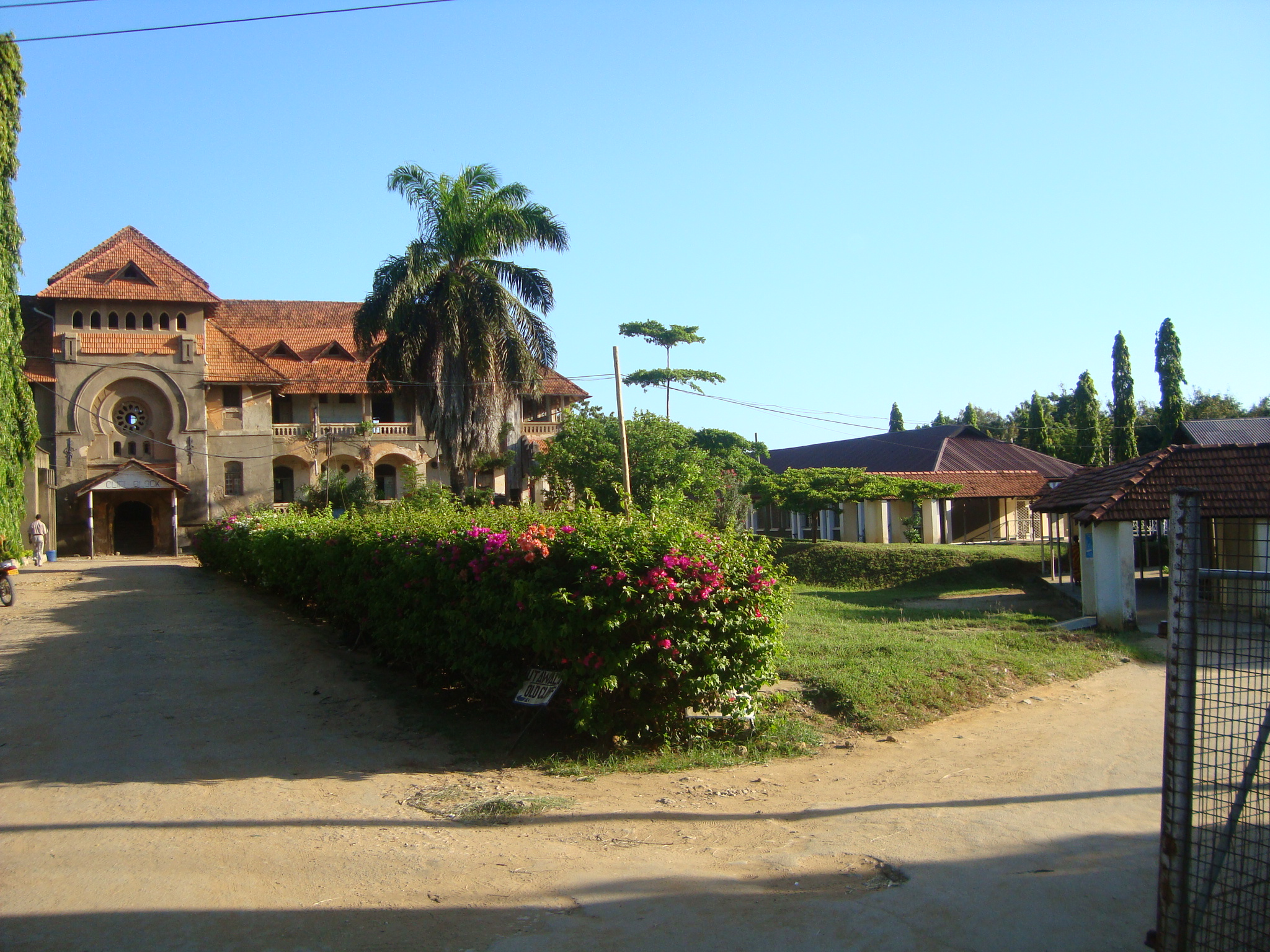
Das Bombo-Krankenhaus in Tanga.

- Gesundheit: Für die medizinische Betreuung der Bevölkerung sorgen ein Krankenhaus, vier Gesundheitszentren und 21 Apotheken.[10]
- Wasser: In den Vorstädten werden 76 Prozent der Bevölkerung mit sauberem Wasser versorgt, in der Stadt sind es 97 Prozent.[11] Der Distrikt hat ausreichend Wasser aus dem Fluss Zigi. Von den täglich zur Verfügung stehenden 42.000 Kubikmeter werden 26.000 benötigt.[12]

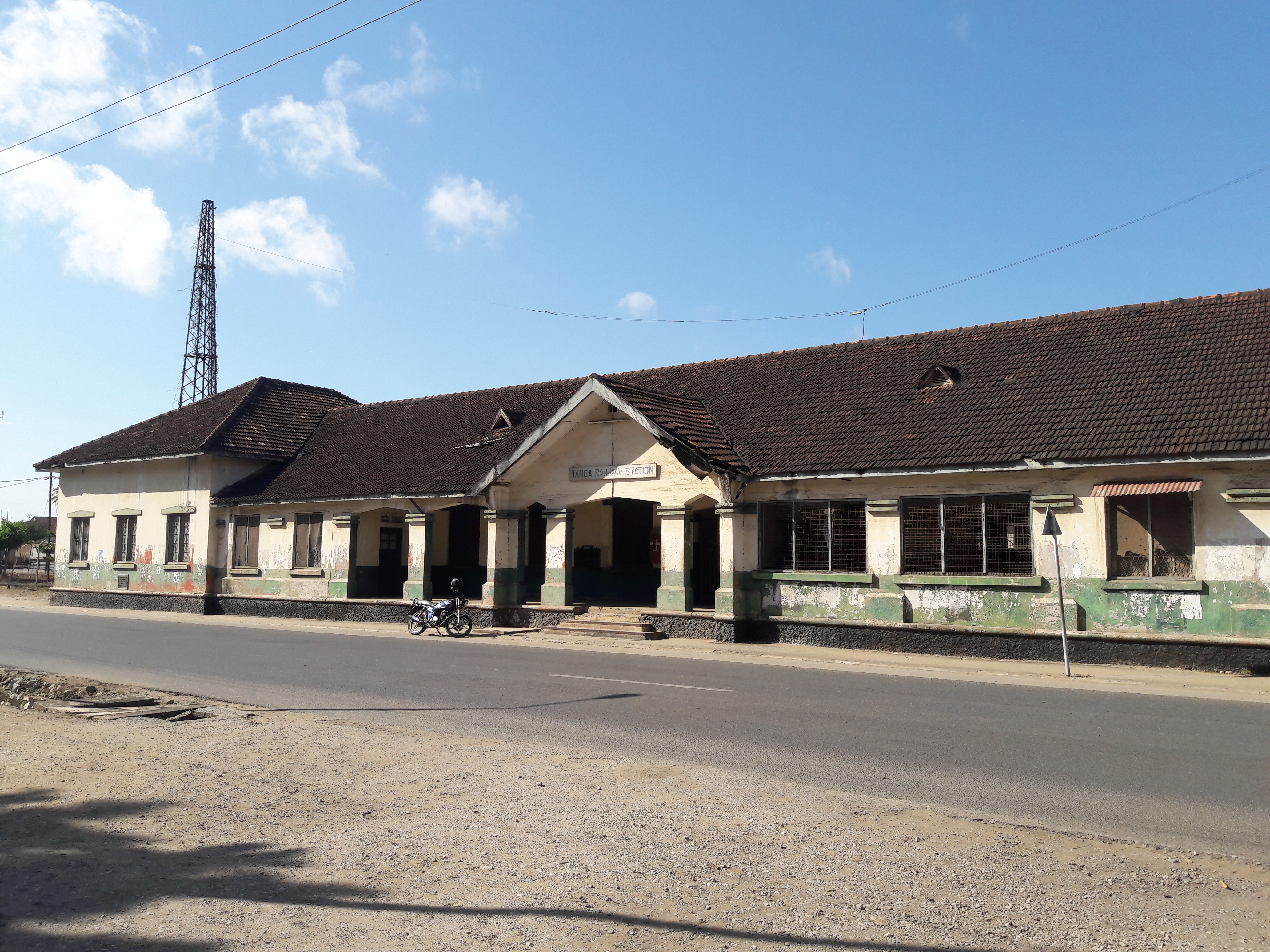
Der Bahnhof in Tanga.

## Wirtschaft und Infrastruktur
Im Jahr 2012 waren rund 23 Prozent in der Landwirtschaft beschäftigt, sechs Prozent waren Fischer, dreizehn Prozent mit der Herstellung von Waren und vier Prozent im Baugewerbe beschäftigt. Rund zwanzig Prozent arbeiteten im Handel und sieben Prozent im Service in Gastronomie und Hotellerie.
- Landwirtschaft: Etwa 50.000 Menschen leben außerhalb der Stadt Tanga, davon ist die Hälfte in der Landwirtschaft beschäftigt. Die Hauptanbauprodukte sind Maniok, Cashewnüsse, Kokosnüsse, Hanf, Gemüse und Obst.[14] Im Jahr 2012 wurden neben 46.000 Rindern und 44.000 Ziegen auch 200.000 Hühner gehalten.[15]
- Bergbau: Von kleinen Firmen werden jährlich 6000 Tonnen Salz aus dem Meerwasser gewonnen (Stand 2019).[16]
- Straßen: Die wichtigste Straßenverbindung ist die asphaltierte Nationalstraße T13, die nach Südwesten zur T2 nach Daressalam und nach Norden nach Kenia führt.[17] Daneben gibt es rund 1000 Kilometer Straßen, die vom Distrikt verwaltet werden.[18]
- Hafen: Tanga ist der älteste Hafen in Tansania mit einer maximalen Kapazität von 1,2 Millionen Tonnen. Im Jahr 2019 wurden 700.000 Tonnen umgeschlagen.[19]
- Eisenbahn: Die Usambarabahn von Tanga über Moshi nach Arusha wurde im Jahr 2019 wieder eröffnet.[20]

## Politik
In Tanga wird alle fünf Jahre ein Stadtrat (City Council) gewählt. Neben den 27 gewählten Vertretern besteht er aus 10 ernannten Stadträten.

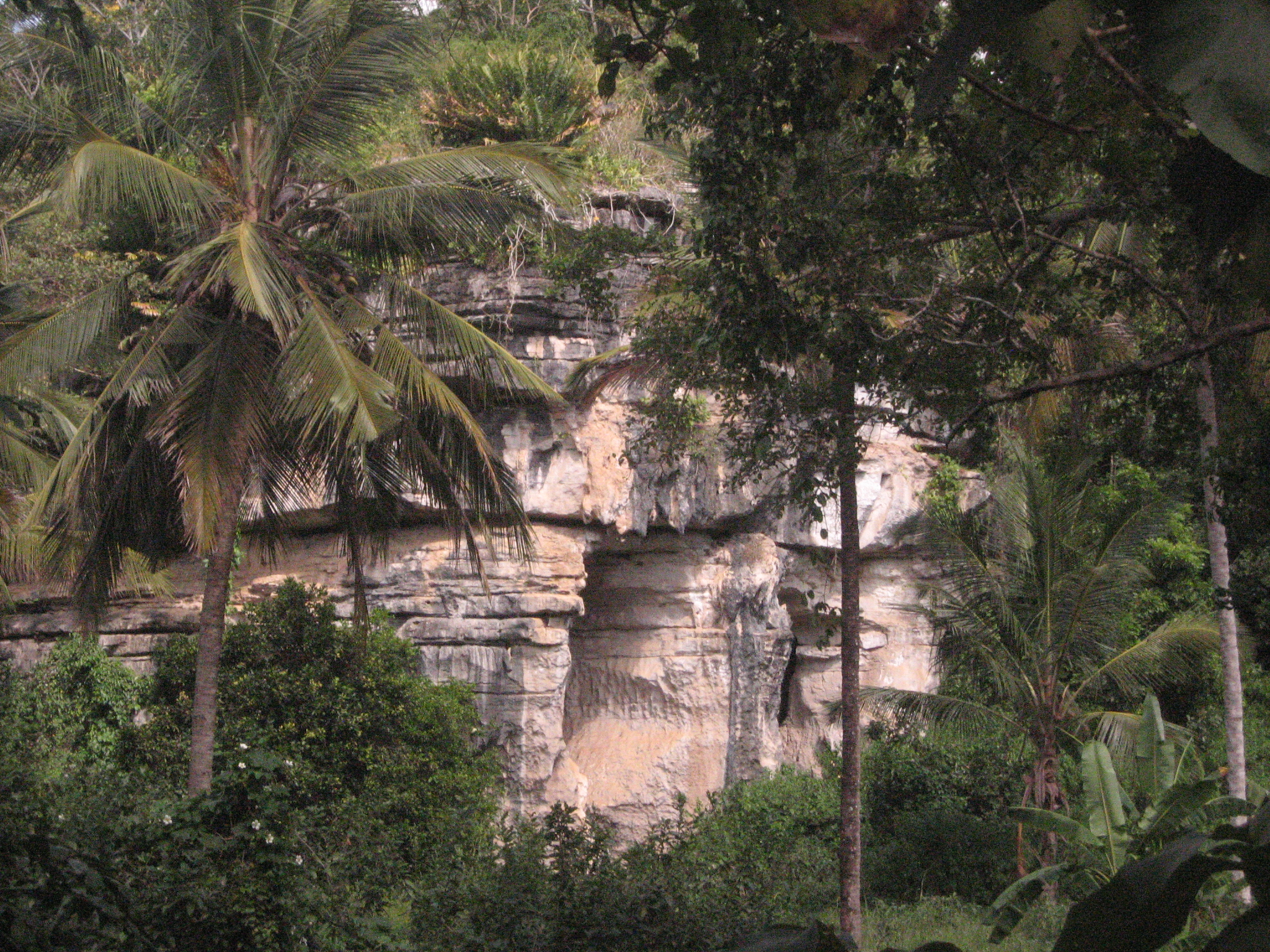
Eingang zu den Amboni-Höhlen.

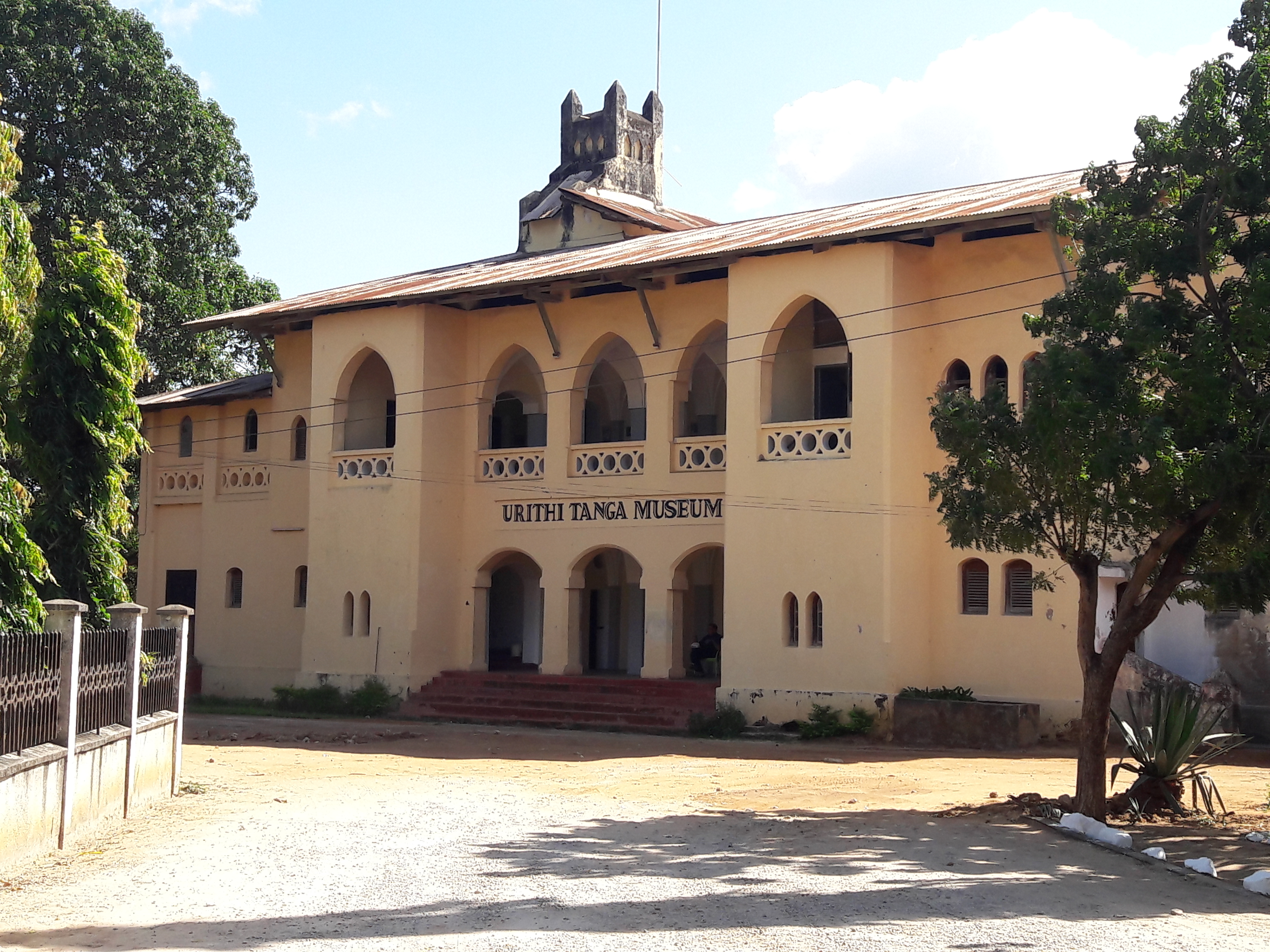
Das Urithi-Tanga-Museum.

## Sehenswürdigkeiten
- Höhlen von Amboni: Vor 150 Millionen Jahren wurden die Amboni-Höhlen geformt. Rund 900 Meter sind zur Besichtigung freigegeben.[23]
- Toten Island: Die ältesten Funde auf der Insel sind Keramikfragmente aus dem 15. Jahrhundert. Außerdem befinden sich Ruinen einer Moschee aus dem 17. Jahrhundert auf der Insel.[24]
- Urithi-Tanga-Museum: Das Museum befindet sich im ehemaligen Verwaltungsgebäude der Deutschen Kolonialherrschaft und zeigt Fotos von Tangas historischer Architektur.[25]